# Onkivesi
Onkivesi är en stor sjö i mitten av Finland. Den ligger i kommunerna Lapinlax, Kuopio och Idensalmi i landskapet Norra Savolax, i den centrala delen av landet, 400 km norr om huvudstaden Helsingfors. Onkivesi ligger 84,7 meter över havet. Den är 36,49 meter djup. Arean är 113,62 kvadratkilometer och strandlinjen är 440,91 kilometer lång. Sjön  ingår i Vuoksens huvudavrinningsområde.   Den sträcker sig 30,5 kilometer i nord-sydlig riktning, och 12,8 kilometer i öst-västlig riktning.
Kommunen Lapinlax (7 350 invånare) och vattendrag Koivujoki ligger vid Onkivesi. Ahkiolahti kanal ligger mellan Onkivesi och Maaninkajärvi samt Nerkoo kanal ligger mellan Onkivesi och Nerkoonjärvi.

## Öar i Onkivesi
Se även: Kategori:Öar i Onkivesi 
- Mustasaari (en ö), 63°13′27″N 27°21′41″Ö / 63.2243°N 27.3614°Ö (90 ha)
- Kaijansaari (en ö), 63°11′11″N 27°22′35″Ö / 63.1864°N 27.3763°Ö (77 ha)
- Kaipio (en ö), 63°10′13″N 27°21′58″Ö / 63.1702°N 27.3661°Ö (1 ha)
- Raposaari (en ö), 63°10′58″N 27°21′41″Ö / 63.1829°N 27.3613°Ö (0 ha)
- Hyväri (en ö), 63°10′54″N 27°21′27″Ö / 63.1817°N 27.3576°Ö (1 ha)
- Tuura (en ö), 63°10′33″N 27°20′56″Ö / 63.1758°N 27.3488°Ö (1 ha)
- Lampsinsaari (en ö), 63°11′15″N 27°20′13″Ö / 63.1876°N 27.337°Ö (39 ha)
- Koivusaari (en ö), 63°11′05″N 27°19′40″Ö / 63.1846°N 27.3279°Ö (11 ha)
- Ulmonsaari (en ö), 63°10′55″N 27°20′59″Ö / 63.1819°N 27.3496°Ö (23 ha)
- Häikkä (en ö), 63°13′04″N 27°16′08″Ö / 63.2178°N 27.2688°Ö (0 ha)
- Halkosaari (en ö), 63°13′10″N 27°15′57″Ö / 63.2195°N 27.2657°Ö (0 ha)
- Muuraissaari (en ö), 63°13′30″N 27°14′19″Ö / 63.2249°N 27.2385°Ö (1 ha)
- Lamminsaari (en ö), 63°13′31″N 27°12′26″Ö / 63.2252°N 27.2073°Ö (0 ha)
- Viitasaari (en ö), 63°15′48″N 27°16′30″Ö / 63.2633°N 27.2751°Ö (1,6 km²)
- Nuutilansaari (en ö), 63°16′38″N 27°13′04″Ö / 63.2773°N 27.2178°Ö (9 ha)
- Hietasaari (en ö), 63°12′02″N 27°19′27″Ö / 63.2006°N 27.3241°Ö (17 ha)
- Putkensaari (en ö), 63°11′42″N 27°20′10″Ö / 63.1951°N 27.336°Ö (4 ha)
- Kouhossaari (en ö), 63°11′47″N 27°19′12″Ö / 63.1965°N 27.3201°Ö (1 ha)
- Pukkiluoto (en ö), 63°11′59″N 27°19′06″Ö / 63.1997°N 27.3183°Ö (1 ha)
- Ruoholuoto (en ö), 63°12′50″N 27°20′37″Ö / 63.2139°N 27.3436°Ö
- Sääskiluoto (en ö), 63°12′37″N 27°20′30″Ö / 63.2103°N 27.3416°Ö (0 ha)
- Selkäsaaret (en ö), 63°13′14″N 27°19′08″Ö / 63.2206°N 27.3189°Ö (5 ha)
- Vellero (en ö), 63°13′23″N 27°18′35″Ö / 63.2231°N 27.3096°Ö (1 ha)
- Kuusisaari (en ö), 63°13′36″N 27°18′57″Ö / 63.2266°N 27.3158°Ö (1 ha)
- Särkiluoto (en ö), 63°13′32″N 27°18′32″Ö / 63.2256°N 27.3089°Ö (0 ha)
- Herraluoto (en ö), 63°13′53″N 27°19′58″Ö / 63.2315°N 27.3328°Ö
- Vesaluodot (en ö), 63°13′52″N 27°20′51″Ö / 63.2311°N 27.3474°Ö (0 ha)
- Kerkko (en ö), 63°16′20″N 27°19′42″Ö / 63.2722°N 27.3283°Ö (1 ha)
- Tuomisaari (en ö), 63°16′39″N 27°19′07″Ö / 63.2775°N 27.3186°Ö (12 ha)
- Tuomiluoto (en ö), 63°16′25″N 27°19′11″Ö / 63.2735°N 27.3197°Ö (1 ha)
- Murtosaari (en ö), 63°17′45″N 27°16′26″Ö / 63.2958°N 27.2738°Ö (4 ha)
- Kirjoluoto (en ö), 63°18′23″N 27°12′28″Ö / 63.3064°N 27.2077°Ö (0 ha)
- Mustasaari (en ö), 63°18′23″N 27°15′51″Ö / 63.3064°N 27.2641°Ö (18 ha)
- Honkaluoto (en ö), 63°18′36″N 27°12′40″Ö / 63.3099°N 27.2111°Ö (1 ha)
- Leppäsaari (en ö), 63°18′54″N 27°12′07″Ö / 63.3151°N 27.202°Ö (48 ha)
- Iso-Aarikka (en ö), 63°18′36″N 27°14′59″Ö / 63.3101°N 27.2498°Ö (8 ha)
- Pieni-Aarikka (en ö), 63°18′38″N 27°15′15″Ö / 63.3105°N 27.2543°Ö (1 ha)
- Koukoluoto (en ö), 63°18′35″N 27°14′08″Ö / 63.3096°N 27.2356°Ö (0 ha)
- Ammatinluoto (en ö), 63°18′42″N 27°16′15″Ö / 63.3116°N 27.2708°Ö (0 ha)
- Louhuluoto (en ö), 63°20′23″N 27°17′39″Ö / 63.3398°N 27.2943°Ö (0 ha)
- Isoluoto (en ö), 63°20′21″N 27°16′28″Ö / 63.3392°N 27.2745°Ö (0 ha)
- Vuohisaari (en ö), 63°21′06″N 27°16′47″Ö / 63.3516°N 27.2797°Ö (13 ha)
- Honkasaari (en ö), 63°20′50″N 27°16′05″Ö / 63.3471°N 27.268°Ö (2 ha)
- Paasisaari (en ö), 63°21′43″N 27°17′05″Ö / 63.362°N 27.2847°Ö
- Kakkinen (en ö), 63°21′49″N 27°15′20″Ö / 63.3636°N 27.2555°Ö (0 ha)
- Koirasaari (en ö), 63°22′00″N 27°15′06″Ö / 63.3668°N 27.2517°Ö (0 ha)
- Varissaari (en ö), 63°22′04″N 27°16′08″Ö / 63.3677°N 27.2689°Ö
- Kumpusaari (en ö), 63°22′13″N 27°12′51″Ö / 63.3702°N 27.2141°Ö (7 ha)
- Varposaari (en ö), 63°17′04″N 27°18′46″Ö / 63.2844°N 27.3129°Ö (23 ha)
- Rahosaari (en ö), 63°16′57″N 27°19′42″Ö / 63.2825°N 27.3283°Ö (9 ha)
- Herransaari (en ö), 63°17′33″N 27°19′02″Ö / 63.2924°N 27.3172°Ö (5 ha)
- Kaikko (en ö), 63°17′37″N 27°19′12″Ö / 63.2935°N 27.3201°Ö (0 ha)
- Myhkyrinsaari (en ö), 63°17′24″N 27°20′25″Ö / 63.29°N 27.3404°Ö (1,2 km²)
- Harjasaari (en ö), 63°17′03″N 27°21′11″Ö / 63.2841°N 27.3531°Ö (47 ha)
- Syväsaari (en ö), 63°17′32″N 27°21′14″Ö / 63.2921°N 27.3538°Ö (2 ha)
- Kutupajunsaari (en ö), 63°18′04″N 27°20′11″Ö / 63.3012°N 27.3365°Ö (40 ha)
- Sarviluoto (en ö), 63°18′14″N 27°19′29″Ö / 63.304°N 27.3247°Ö (0 ha)
- Honkaluoto (en ö), 63°18′09″N 27°19′21″Ö / 63.3026°N 27.3224°Ö (1 ha)
- Virranluoto (en ö), 63°18′47″N 27°18′57″Ö / 63.3131°N 27.3157°Ö (1 ha)
- Harkonsaari (en ö), 63°18′44″N 27°20′24″Ö / 63.3121°N 27.3399°Ö
- Lammassaari (en ö), 63°18′42″N 27°21′03″Ö / 63.3117°N 27.3507°Ö
- Ruissaari (en ö), 63°19′00″N 27°21′06″Ö / 63.3167°N 27.3516°Ö (7 ha)
- Tiperänluoto (en ö), 63°18′27″N 27°21′01″Ö / 63.3076°N 27.3502°Ö (0 ha)
- Pentinsaari (en ö), 63°18′27″N 27°21′39″Ö / 63.3075°N 27.3607°Ö (4 ha)
- Häränsaari (en ö), 63°19′02″N 27°22′07″Ö / 63.3172°N 27.3685°Ö (2 ha)
- Niinisaari (en ö), 63°19′11″N 27°20′29″Ö / 63.3198°N 27.3414°Ö (5 ha)
- Ulmansaari (en ö), 63°19′45″N 27°18′37″Ö / 63.3291°N 27.3102°Ö
- Palosaari (en ö), 63°19′38″N 27°21′20″Ö / 63.3273°N 27.3556°Ö (4 ha)
- Närhinpää (en ö), 63°20′33″N 27°18′25″Ö / 63.3426°N 27.307°Ö (7 ha)
- Liponsaari (en ö), 63°20′20″N 27°19′26″Ö / 63.339°N 27.324°Ö
- Akkalansaari (en ö), 63°20′21″N 27°20′48″Ö / 63.3393°N 27.3466°Ö (65 ha)
- Tasku (en ö), 63°20′41″N 27°20′52″Ö / 63.3446°N 27.3477°Ö (0 ha)
- Ruoholuoto (en ö), 63°20′45″N 27°21′34″Ö / 63.3457°N 27.3594°Ö (0 ha)
- Väärninsaari (en ö), 63°21′03″N 27°22′21″Ö / 63.3509°N 27.3725°Ö
- Niittysaari (en ö), 63°20′49″N 27°22′54″Ö / 63.3469°N 27.3818°Ö (5 ha)
- Tontunluoto (en ö), 63°22′09″N 27°18′15″Ö / 63.3691°N 27.3042°Ö (3 ha)
- Martikkalansaari (en ö), 63°22′27″N 27°15′32″Ö / 63.3742°N 27.259°Ö
- Vatimuori (en ö), 63°22′31″N 27°17′45″Ö / 63.3752°N 27.2959°Ö (1 ha)
- Viitasaari (en ö), 63°23′22″N 27°15′42″Ö / 63.3895°N 27.2616°Ö (1,2 km²)
- Hiirensaari (en ö), 63°24′29″N 27°14′21″Ö / 63.4081°N 27.2392°Ö (1 ha)
- Kallasaari (en ö), 63°24′06″N 27°16′15″Ö / 63.4016°N 27.2707°Ö (0 ha)
- Putaansaari (en ö), 63°25′42″N 27°13′20″Ö / 63.4284°N 27.2223°Ö
- Kaupinsaari (en ö), 63°18′20″N 27°24′48″Ö / 63.3055°N 27.4134°Ö